# Manfred I Lancia
Manfred I Lancia (o Manfredo Lancia, Manfredi Lancia; Lanza en la resposta de Peire Vidal) (vers 1140 – post 1214) fou marquès de Busca i un trobador que escriu en occità. És el trobador italià més antic del qual tenim notícia, tot i que només es conserven dues estrofes de la seva obra.

## Vida
Manfred deuria néixer en la primera meitat el segle xii, fill de Guillem del Vasto (al seu torn fill de Bonifaci del Vasto), de la família dels Aleramici. Va heretar, junt amb el seu germà, el comtat de Loreto d'uns oncles que havien mort sense hereus. Manfred es va instal·lar al castell de Dogliani. El 1160 signa, ja com a adult, unes vendes de terra, vendes que es van succeint en els anys següents, símptoma de problemes financers.
En 1192 Manfred es va unir a la ciutat d'Asti, en la guerra contra Bonifaci I de Monferrat. El 3 novembre 1196 a Dogliani, Manfred va vendre totes les seves terres a Llombardia, menys determinades localitats, a Bonifaci de Monferrat per 3.000 unces d'or. En tot cas, Manfred estava en constants problemes econòmics, tal com es desprèn dels documents.
En 1198 la ciutat d'Asti, aliada amb les d'Alessandria i Vercelli, va envair el comtat de Loreto i feu presoner Manfred al castell de Castagnole delle Lanze. Manfred hagué de pagar un rescat. Anys més tard (1206) Manfred es veuria obligat a cedir Castagnole i tot el comtat de Loreto per pagar els deutes amb la ciutat d'Alba.
La darrera aparició de Manfred en documents notarials és de 1214 i deuria morir poc després, ja que a finals de 1215 el seu fill Manfred II (nascut vers 1185 o 95) el succeí. Se sap que tenia altres fills, però estan mal documentats. Bianca, casada amb Bonifaci d'Agliano i mare de Bianca Lancia (al seu torn mare del rei Manfred de Sicília), també podria ser filla seva.
Són parents seus els germans Conrad i Manfred Llança. Militars sicilians a les ordres de Pere el Gran. Possiblement també ho és Nicolau Llança, vicari general dels Ducats d'Atenes i Neopàtria durant els anys 1331-1335.

## Obra poètica
Malauradament només es conserva un intercanvi de cobles de Manfred Lancia amb Pèire Vidal. Els versos mostren certa traça, cosa que fa suposar que hauria compost altres poemes, no conservats. Manfred escriu dues cobles on ataca violentament Peire Vidal, que respon amb una sola cobla (o si més no una sola conservada), on es burla malèvolament de la pobresa de Manfred.

## El renomLancia
No se sap per què Manfred va adoptar el renom Lancia ("llança") a finals del segle xii. Tot i que els cronistes més tardans deien que havia estat al servei de Frederic Barbarroja com a llancer, això sembla més aviat una interpretació llegendària. Potser va adoptar el cognom per diferenciar-se d'altres parents anomenats també Manfred (els Saluzzo). En qualsevol cas, Peire Vidal ja se li adreça com a Lanza Marqes en la composició esmentada que es data de 1195-96. El 1210 torna a aparèixer aquest renom en un document notarial.

## Obra
- (285,1)[2] Emperador avem de tal manera [dues cobles adreçades a Pèire Vidal, que respon amb Lanza Marqes, paubresa e neschera (364,19)]

### Repertoris
- Alfred Pillet / Henry Carstens, Bibliographie der Troubadours von Dr. Alfred Pillet […] ergänzt, weitergeführt und herausgegeben von Dr. Henry Carstens. Halle : Niemeyer, 1933 [Manfred Lancia és el número PC 285]